# 菊地又男
菊地 又男（きくち またお、1916年〈大正5年〉11月22日 - 2001年〈平成13年〉7月1日）は、日本の画家。北海道札幌市出身。北海道美術界の重鎮、抽象絵画の牽引者とされ、反骨精神に富んだ姿勢から「反骨の画家」とも呼ばれた。

## 経歴
画家である兄の菊地精二に、絵を教わった。旧制北海中学校（後の北海高等学校）在学中の1933年（昭和8年）、16歳で道展に初入選した。当初は独立展に出展していたが、その後、自由美術展に移った。北海中学を卒業後は北海道庁に勤務したが、戦中の1938年（昭和13年）に兵役につき、中国に渡った。2年後の1940年（昭和15年）に帰国、北海中学の美術教師となり、教職の傍らで美術展への出展を続けた。
1941年（昭和16年）に、若い画家たちを中心とした新興の公募団体である「北方美術協会」の創立会員の1人となった。戦後の1946年（昭和21年）、同年に発足したばかりの全道展の第1回で、最高賞である全道美術協会賞を受賞した。会友推挙となったが、すぐに退会した。同1946年に、審査を経ずに自由に出品可能な「北海道アンデパンダン美術連盟」を創立して、委員長を務めたが、後に離脱した。
1947年（昭和22年）に教員を退職し、以後は画業に専念した。翌1948年（昭和23年）より、当時中学生だった加清純子の才能を見出し、彼女を師事した。「天才少女画家」と謳われた彼女のマネージャーといえる存在でもあった。共に北海道内を写生旅行で回ったときは、師弟関係でありながら親子または恋人関係のような想いがあったというが、性格の違いから後に師弟関係を解いた。
1953年（昭和28年）、前衛美術を目指すグループ展「ゼロ展」（後年に「前衛展」と改称）を結成した。菊地はゼロ展の命名者であり、中心人物でもあった。しかしゼロ展は2回展で内部分裂を起こしたため、翌1954年（昭和29年）に退会した。1956年（昭和31年）には「新北海道美術協会」を創立、道展と全道展に次ぐ第3の公募展「新道展」を創立した。9年後にここを退いたが、後年に復帰した。
1980年代からは、画家の喜田村純と共に抽象画の展覧会を始めて、ほぼ毎年開催し続けた。1996年（平成8年）には上砂川町の大規模現代美術展「北の創造者達展」を支援、団体に拘らず将来性のある女性作家を対象とした「さっぽろ新女性展」の開催にも取り組んだ。
2001年（平成13年）7月1日に、末期の胃癌により、満84歳で死去した。

## 人物
当初は兄の影響でフォーヴィスムの作風であったが、鶴岡政男、井上長三郎、村井正誠といった画家たちの交流を経て、次第に抽象絵画に傾倒した。1959年（昭和44年）頃からは、画面に布や廃品を貼り付けたコラージュを手がけ、80歳代においても老いを感じさせない感性を保ち続けた。
反骨精神に富み、既成の集団に留まることができず、美術団体を立て続けに創立することで、戦後の北海道内の画壇に大きな影響を及ぼした。既存の公募展である道展を「旧態依然」と感じ、北海道アンデパンダン美術連盟では「自由な美術、新しい美の創造、自由な発表」を目標として、札幌のアンデパンダン運動（無鑑査展）の中心的存在となった。ゼロ展も反公募展のグループ活動の嚆矢とされ、権威主義や状況への順応を否定し、新たな美術を生み出すことを主張し続けた。新北海道美術協会でも「既成概念を離れた場所から真の芸術が生まれる」をその趣旨としていた。新道展の設立も、道展と全道展に不満を抱いたことが理由であった。
そうした姿勢を貫いていただけに、画壇には敵も多かった。40年の交流のある新道展会員によれば、自分の信念を曲げない人物であり、菊地と同じ新道展会員に対しては尊大な態度をとることがなかったが、権威を振るう画家に対しては反発していたという。
死去の間際の病床においても画家としての情熱を保ち続け、没日の1週間前には歩ける状態でないにもかかわらず、妻に「家に連れて帰ってくれ。やりたいことは山ほどある」とせがんでいた。そうした波乱に富んだ生涯の一方で、妻によれば晩年は「家族に優しく、子や孫から愛されていました」という。